# (9969) Braille
(9969) Braille és un asteroide pertanyent al grup dels asteroides que creuen l'òrbita de Mart descobert per Kenneth J. Lawrence i Eleanor Francis Helin des de l'Observatori Palomar, Estats Units, el 27 de maig de 1992.
Inicialment es va designar com a 1992 KD. Posteriorment, el 1999, va ser nomenat en honor de Louis Braille (1809-1852).

## Característiques orbitals
Braille està situat a una distància mitjana de 2,341 ua del Sol, podent acostar-s'hi fins a 1,327 ua i allunyar-se'n fins a 3,355 ua. La seva inclinació orbital és 28,99 graus i l'excentricitat 0,4331. Empra 1309 dies a completar una òrbita al voltant del Sol. El moviment de Braille sobre el fons estel·lar és de 0,2751 graus per dia.
Braille té una òrbita inusualment inclinada i pertany a una rara classe d'asteroides que creua l'òrbita de Mart. Les simulacions dutes a terme pels científics de la sonda Deep Space 1 indiquen que l'asteroide començarà a creuar l'òrbita de la Terra cap a l'any 6000. La seva òrbita és bastant el·líptica i arriba a més de la meitat de la distància entre Mart i Júpiter.

## Característiques físiques
La magnitud absoluta de Braille és 15,7 i el període de rotació de 226,4 hores. Està assignat al tipus espectral Q de la classificació SMASSII. La seva composició indica que està compost majorment per olivina i piroxè, amb certa semblança amb la composició de Vesta.

## Exploració espacial
La sonda Deep Space 1 va passar a 26 km de la seva superfície el 29 de juliol de 1999. Va treure algunes fotos i va obtenir tres espectres infrarojos des d'una distància de 14 000 km. No obstant això, un problema en el sistema de seguiment de la sonda li va impedir fer observacions al moment de major proximitat.